# حي ثان الزقازيق
حي ثاني، هو إحدى التقسيمات الداخلية لمدينة الزقازيق في محافظة الشرقية، جمهورية مصر العربية.